# جورج توربين
جورج توربين (بالإنجليزية: George Turpin)‏ (مواليد 10 يناير 1952) هو ملاكم من المملكة المتحدة، مثّل بلاده في الألعاب الأولمبية الصيفية 1972 وحقق الميدالية البرونزية في فئة وزن البانتام.

## روابط خارجية
جورج توربين على موقع بوكس ريك (الإنجليزية) (registration required)
- جورج توربين على موقع أوليمبيديا (الإنجليزية)
- جورج توربين على موقع اللجنة الأولمبية البريطانية (الإنجليزية)